# Info
INFO es una banda de metal futuro y metal industrial de Bogotá, Colombia. Es una de las bandas consolidadas en la escena metal industrial colombiana. INFO es la banda ganadora del 5to. lugar en el Wacken Open Air Metal Battle 2024.

## Historia

### Orígenes (2000–2004)
A finales del año 2000, Alex L. (batería) y John C. (guitarra líder) tienen la inicitiva de dar vida a un proyecto de post-punk que no tenía bajista fijo. Durante ésta búsqueda de bajista conocieron a Milton R., quien era baterista de la banda de rock alternativo Santaraña y del grupo de power metal BrujoNitro. Milton R. abandonó la percusión para integrarse a la naciente banda tocando el bajo. Cabe anotar como precedente que Alex L. fue baterista sustituto en el grupo de rock 1280 Almas, banda cuyo auge en los años noventa los hizo famosos en la escena rock colombiana. Una vez definida ésta alineación, la banda toma un nuevo rumbo sonoro dejando el post-punk y el post-grunge atrás para buscar un sonido propio y más contemporáneo y que se alejara del Nu metal tan de moda en Colombia por aquellos años. Trabajando experimentalmente y en el underground, INFO madura su propuesta para presentarla oficialmente en 2008.
El nombre INFO hace referencia a la palabra información, la cual representa todo lo que el nuevo hombre necesita: ya no hay límites para poseer información: "'el Internet, los medios y las redes están a la mano de todo ser humano para ser aprovechado en pos de la evolución'" (John C. en entrevista para Radioactiva 97.9 FM, Colombia - marzo de 2005).
El nombre de la banda surgió en una conversación espontánea acerca del cambio del nombre del proyecto y fue propuesto por Milton R. en razón a que se escribiese igual en español o inglés, tomando como punto de inspiración el sample intro de la canción Hero del álbum Psalm 69: The Way to Succeed and the Way to Suck Eggs de la agrupación Ministry.

### Inicios en el rock industrial (2004–2008)
Buscando un sonido de avanzada que los distinguiera en las nuevas tendencias colombianas, Milton R. introdujo las primeras programaciones hechas con un computador de escritorio creando la línea de bajo de la canción La Marcha utilizando software de Image Line y Native Instruments. Ésta nueva propuesta de rock electrónico combinado con los instrumentos tradicionales de una banda de rock en vivo (guitarra, bajo, batería y voz) marcó el inicio de la total exploración de la banda en los sonidos del rock industrial.
Trabajando en lo que sería este nuevo sonido electro/industrial de la banda, el grupo trabajó en estudio hasta lograr la edición de un EP de 4 canciones que se prensó en el año 2005, el cual incluía una versión de "Muévete", un clásico del rock colombiano original de los míticos Estados Alterados. La canción contaba con la aprobación del autor Gabriel "Tato" Lopera de Estados Alterados y tuvo difusión por los canales alternativos musicales en Bogotá.
Para ésta altura las influencias musicales del grupo son la música industrial alemana, el EBM y los sonidos de bandas como Nine Inch Nails, Rammstein, Die Krupps y Pain.
Posteriormente grabaron su primer videoclip con el apoyo de Billig Cinema, una empresa independiente realizadora de producciones en audio y video. La dirección estuvo a cargo de Larry Paipa y la canción escogida fue "La Marcha". El video rotó por canales que tenían programas especializados como CityTv en Bogotá y Musinet en Medellín. Como segundo video, se escogió el sencillo Muévete, grabado en junio del 2005, dirigido de nuevo por Larry Paipa con una producción más ambiciosa que la del primer video. Para esta época la banda contaba con la participación de Damián C., en la parte electrónica, quién se retiró de la banda en el año 2006 para emprender proyectos personales.

### Salto a la escena y consolidación

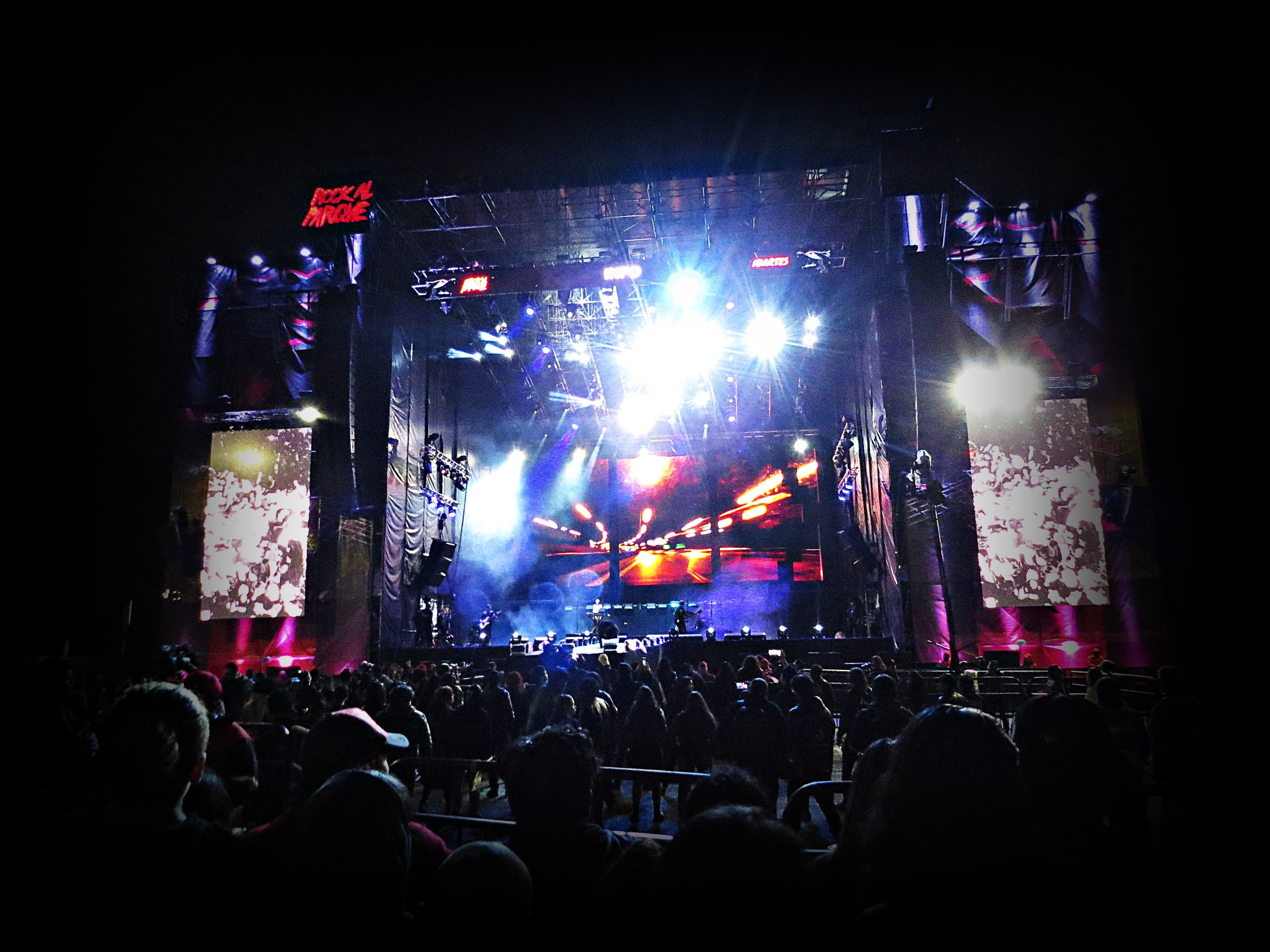
INFO en el festival Rock al Parque 2023 (Bogotá, Colombia)

Como precedente, en el año 2006 la banda fue convocada entre los 32 preseleccionados para hacer parte del XII Festival Rock al Parque. Tocaron en el Tortazo Electrónico 2006 en el Teatro al Aire Libre La Media Torta en diciembre de 2006 al lado de los mejores exponentes de rock electro bogotanos. Para junio de 2008, una vez consolidado su sonido metal industrial, la banda estuvo tocando como invitada en el Bogota In Darkness, primer festival de música gótica e industrial de Colombia. También participaron en el festival Rock en Construcción 2 de Surfónica, resultando ganadores entre más de 30 bandas de diversos géneros del rock. Fueron representantes por Bogotá en el Festival Cali Underground en las versiones 2008 y 2009.
Adicionalmente, la actividad de la banda puede resumirse en el siguiente listado:
- Manizales Grita Rock 2010 (Invitados)
- Rock al Parque 2011 (Ganadores por Convocatoria)
- VIVA! Festival 2011 (Pereira, CO) (Invitados)
- Rock al Aire Libre 2011 (Calarcá, CO) (Invitados)
- Acto de apertura de PAIN en Colombia (Ganadores por concurso)
- Festival Antiroscas 2012 (Bogotá, CO) (1er. puesto)
- Calarcá Metal Fest 2012 (Calarcá, CO) (Invitados)
- 2do. Festival Rock & Metal Pacho 2012 (Pacho, CO) (Invitados)
- VIVA! Festival 2012 (Invitados)
- Lanzamiento revista “La Escena Rock” (Invitados / banda portada)
- Gothic Fest II: Acto de apertura de THEATRES DES VAMPIRES
- Manizales Grita Rock 2013 (Manizales, CO) (Ganadores por convocatoria)
- Engativá Rock X 2013 (Bogotá, CO). (Ganadores por convocatoria)
- Car Audio Rock Festival 2014
- Facatativá Rock 2014 (Facatativá, CO) (Seleccionados por convocatoria)
- Festival ROCK AL PARQUE 20 Años (Bogotá, CO) (Ganadores por convocatoria)
- Jingle Bell Rock Radioactiva 2014 (Bogotá, CO) (Ganadores por convocatoria)
- Tattoo Music Fest I (Bogotá, CO) (Seleccionados por convocatoria)
- Puente Aranda Metal Rock 2015 (Bogotá, CO) (Seleccionados por convocatoria)
- Industrial Invasion 2015 (Bogotá, CO)
- XIV Metal de las Montañas, (Bogotá, CO) (Seleccionados por convocatoria)
- Ganadores Premio Subterránica a Mejor Arte de un Disco (NITRO INVERNO)
- Acto de apertura de Combichrist y Hocico en Colombia
- Diverciudad Intercambio Sonoro 2016 (Bogotá, CO)
- Zonar Fest 2016 (Medellín, CO)
- Festival Rock X 2016 (Bogotá, CO)
- Calarcá Metal Fest 10 Años (Calarcá, CO)
- UsmeXtremo 2017 (Bogotá, CO) (Invitados)
- Cali Gothic 2018 (Cali, CO) (Invitados)
- Festival Rock X 2018 (Bogotá, CO) (Seleccionados por convocatoria)
- COVEN 2 (Bogotá, CO) (Invitados)
- Acto de apertura de Eluveitie en Colombia
- Ganadores Premio Subterránica ÁLBUM DEL AÑO (NEURODRÓN)
- XVII Festival Metal de las Montañas (Bogotá, CO) - Ganadores convocatoria
- Festival ROCK AL PARQUE 25 AÑOS (Bogotá, CO) - Ganadores convocatoria
- Shama Fest 2019 (Entrerríos, CO) - Ganadores convocatoria
- Rock al Río 2019 (Rionegro, CO) - Invitados
- Festival Rock Hyntiba 2020 (Bogotá, CO) - Ganadores convocatoria
- Ace of Spades Live Sessions (Bogotá, CO)
- FIURA Unirock Alternativo 2021 (Online)
- Acto de apertura de Prong en Colombia
- Festival BOSA LA ESCENA DEL ROCK v. 26 (Bogotá, CO) (Invitados)
- VII Festival Tunjuelito Territorio Rock (Bogotá, CO) (1er. puesto en convocatoria)
- Festival Rock X Engativá (Bogotá, CO) (1er. puesto en convocatoria)
- XV Usmetal Festival (Bogotá, CO) (1er. puesto en convocatoria)
- Ibagué Ciudad Rock XXII (Invitados)
- Festival ROCK AL PARQUE 2023: hito importante ya que la banda clasificó en el primer lugar de la convocatoria con un puntaje de 100/100.
- Festival Galeras Rock 2024 (Pasto, Nariño, Colombia)
- Wacken Metal Battle' Sudamérica 2023 (Ganadores)
- Wacken Open Air Metal Battle 2024 (Ganadores 5to. Lugar a nivel mundial)

### Inferno 2Ø51(2022)
El tercer disco editado de la banda es el vinilo Inferno 2Ø51, el cual es una colección de las canciones favoritas de los miembros del grupo que se editaron en los dos trabajos anteriores, contando con la canción "31" como la única canción nueva incluida en el álbum. Éstas canciones fueron regrabadas en su totalidad con Carbu en la línea vocal, distribuido por el sello Viuda Negra Music (Colombia), lanzado en marzo de 2022.
Inferno 2Ø51 fue reeditado en CD de audio en agosto de 2024.

### Wacken Open Air (2024)
INFO es la primera banda colombiana en hacer parte del legendario festival Wacken Open Air, concursando en el Wacken Metal Battle (estilizado como W:O:A Metal Battle) junto a 30 bandas ganadoras de diferentes países y regiones. INFO participó en el W:O:A Metal Battle como ganadores de la Región Norte de Sudamérica 2023, ganando su cupo en la final celebrada en Bogotá (Colombia) en diciembre de 2023 en el Teatro al Aire Libre La Media Torta donde participaron bandas de Colombia, Ecuador y Venezuela.
INFO tocó en el Headbangers Stage del Wacken Open Air el miércoles 31 de julio de 2024 frente a un nutrido auditorio de público de todas las nacionalidades. El viernes 2 de agosto, después de la deliberación de 40 jurados, la banda fue proclamada como la ganadora del 5to. lugar en la competencia, entre 30 bandas en concurso y 9000 aplicaciones de agrupaciones de todo el planeta, llevando una muy digna representación del metal latinoamericano al podio del mayor escenario del metal mundial. 

## Miembros

### Actuales
- Carbu - Voz
- John C. - Guitarra
- AvvA - Electrónica
- Milton R. - Bajo
- Camilo J. - Batería

### Pasados
- Alex L. - Batería (desde 2004 hasta 2010)
- Damián C - Electrónica (desde 2004 hasta 2006)
- Andrés C. - Voz (desde 2012 hasta 2018)
- Daniel T. - Voz (desde 2018 hasta 2020)

## Discografía

### Álbumes
- INFO en vivo @ Rock al Parque 2023 (2024) - Plataformas digitales.
- Inferno 2Ø51 (2022) - Editado en vinilo, CD y plataformas digitales.
- Neurodrón (2018) - Editado en CD y plataformas digitales.
- Nitro Inverno (2015) - Editado en CD y plataformas digitales.

### EPs
- Info - 2005
- EP 2009 - 2009

### Sencillos
- Info Digital - 2006

### Otros
- La Marcha (de los monos mutantes) - 2005 (DVD)